# Glynn Turman
Glynn Russell Turman (New York, 31 januari 1947) is een Amerikaans acteur, filmproducent, filmregisseur en scenarioschrijver. In 2025 kreeg hij een ster op de Hollywood Walk of Fame.
Turman was driemaal gehuwd. Van 1978 tot 1984 was hij getrouwd met zangeres Aretha Franklin.

## Filmografie

### Films
Selectie:
- 2024 Horizon: An American Saga – Chapter 2 - als ??
- 2023 Rustin - als A. Philip Randolph
- 2020 Ma Rainey's Black Bottom - als Toledo
- 2018 Bumblebee - als generaal Whalen
- 2011 Super 8 – als dr. Thomas Woodward
- 2010 Burlesque – als Harold Saint
- 2010 Takers – als hoofd recherche Duncan
- 2005 Sahara – als dr. Frank Hopper
- 2000 Men of Honor – als chief Floyd
- 1998 How Stella Got Her Groove Back – als dr. Shakespeare
- 1984 Gremlins – als Roy Hanson
- 1974 The Nine Lives of Fritz the Cat – als stem

### Televisieseries
Uitgezonderd eenmalige gastrollen.
- 2024 The Neighborhood - als Otis - 2 afl.
- 2024 The Big Cigar - als Walter - 3 afl.
- 2023-2024 Percy Jackson and the Olympians - als Chiron / Mr. Brunner - 4 afl.
- 2023 Black Cake - als Charles Mitch - 8 afl.
- 2022 Women of the Movement - als Mose Wright - 4 afl.
- 2020 Fargo - als dr. Senator - 6 afl.
- 2019 Mr. Mercedes - als rechter Raines - 6 afl.
- 2019 Claws - als Calvin - 2 afl.
- 2019 The Red Line - als Nathan Gordon - 4 afl.
- 2018-2019 How to Get Away with Murder - als Nate Lahey sr. - 8 afl.
- 2016 Queen Sugar - als Ernest Bordelon - 2 afl.
- 2012 – 2016 House of Lies – als Jeremiah Kaan – 51 afl.
- 2010 – 2011 The Defenders – als rechter Bob Owens – 5 afl.
- 2008 – 2009 In Treatment – als Alex Prince sr. – 4 afl.
- 2004 – 2008 The Wire – als Clarence V. Royce – 22 afl.
- 2006 All of Us – als Earl James – 3 afl.
- 2000 – 2002 Resurrection Blvd. – als Bobby Davis – 6 afl.
- 2001 Big Apple – als Ted Olsen – 8 afl.
- 1988 – 1993 A Different World – als Bradford Taylor – 45 afl.
- 1987 Matlock – als majoor Dennis Orlando – 2 afl.
- 1978 – 1979 Centennial – als Nate Person – 4 afl.
- 1976 – 1978 Visions – als Axis – 2 afl.
- 1970 – 1971 Room 222 – als Vic – 2 afl.
- 1969 Julia – als Jimmy James – 2 afl.
- 1968 – 1969 Peyton Place – als Lew Miles – 33 afl.

### Filmregisseur
- 2012 House of Lies: Fridays at Galweather - televisieserie - 12 afl.
- 1996 – 1997 The Wayans Bros. – televisieserie – 7 afl.
- 1997 Hanging’ with Mr. Cooper – televisieserie – 1 afl.
- 1995 – 1996 The Parent 'hood – televisieserie – 7 afl.
- 1991 – 1993 A Different World – televisieserie – 4 afl.
- 1983 Dynasty – televisieserie – 1 afl.

### Filmproducent
- 2023 A Spectrum of Theatre - biografie
- 2022 Women of Theatre, New York - film
- 2022 The Legend of Glynn Turman - documentaire
- 2021 You Look Familiar: Vernée Watson - documentaire
- 2020 A Lady Doctor - als documentaire
- 2019 Justine - film
- 2019 The Robeson Effect - documentaire
- 2018 King of Stage: The Woodie King Jr. Story - documentaire

### Scenarioschrijver
- 2022 The Legend of Glynn Turman - documentaire
- 1969 Peyton Place televisieserie - 1 afl.

## Theaterwerk opBroadway
- 1974 What the Wine-Sellers Buy – als Steve Carlton
- 1959 – 1960 A Raisin in the Sun – als Travis Younger

- Gemeinsame Normdatei: 1062189841
- International Standard Name Identifier: 0000 0000 4553 1113
- Library of Congress Control Number: no99064568
- Virtual International Authority File: 14408354
- WorldCat: E39PBJpymykcDDPyG7wTwbTbVC